# CORE OF SOUL
CORE OF SOUL（コア オブ ソウル）は、日本の3人組音楽ユニット。

## 概要
ユニット名は日本語で「精神の核」の意味。結成当初はCORE OF SUNというユニット名であったが、ソン・ルイが「根暗な自分にはSUN（太陽）は似合わない」という意向によって改名された。
1998年結成。2001年、シングル「Photosynthesis」でデビュー。2006年3月24日に解散。

## 経歴
- 1998年1月、大阪府千里国際学園の同級生3人で結成。Fukkoとソンは中学からの知り合いであり、そこに飯塚が加わる形となった。
- 1999年11月、TEENS' MUSIC FESTIVAL '99 全国大会に関西エリア代表として出場し、奨励賞を受賞。
- 2001年2月、関西地区限定でカセットテープ「FULL MOON PRAYER」を発売し、完売。5月16日、東芝EMIよりシングル「Photosynthesis」でメジャーデビュー。
- 2006年2月13日、解散を発表。3月24日、ワールドライブツアー『2006 ASIA TOUR "ONE LOVE, ONE DAY, ONE LIFE!"』（5ヶ国9公演）ファイナル公演をもって解散。

## メンバー
- Fukko（フッコ、1983年3月14日 - ）

ボーカル担当。本名および2004年までの活動表記は中村蕗子（なかむら ふきこ）。大阪府高槻市出身。血液型A型。
現在はLOVEとして活動中。
- ソン・ルイ（1981年11月13日 - ）

ギター・ベース担当。本名同じ（正表記は宋睿、英語表記はSong Rui）。中国北京出身、1993年より日本在住。血液型O型。
現在、歌手のYUNAとYUNA&RUIとして活動中。
- 飯塚啓介（いいづか けいすけ、1983年1月9日 - ）

マニピュレーション担当。大阪府出身。血液型O型。
現在元Jungle Smileの吉田ゐさおと マイコン兄弟 として活動。Perfumeのライブでのコンピュータ・マニピュレータとしての活動も知られている。
また、ロックバンドAddyでマニピュレータとして音楽活動をしている。
2015年1月4日、シンガー・ソングライターの阿部真央と入籍したが、翌年離婚。

## ディスコグラフィー

### シングル
1. Photosynthesis（2001年5月16日発売）オリコン82位
  1. Photosynthesis[5:18]
作詞・作曲：中村蕗子、ソンルイ／編曲：CORE OF SOUL
TBS系『CDTV』エンディングテーマ
  2. Angel[3:46]
作詞・作曲：中村蕗子／編曲：CORE OF SOUL
2. FULL MOON PRAYER（2001年8月29日発売）オリコン62位
  1. FULL MOON PRAYER[4:41]
作詞：中村蕗子／作曲：中村蕗子、ソンルイ／編曲：CORE OF SOUL
日本テレビ系『AX MUSIC FACTORY』AX POWER PLAY #047
  2. クジラ[5:21]
作詞：中村蕗子／作曲：中村蕗子、ソンルイ／編曲：CORE OF SOUL
3. Natural Beauty（2002年2月27日発売）初回限定生産
  1. Natural Beauty[4:41]
作詞：中村蕗子／作曲：中村蕗子、ソンルイ／編曲：CORE OF SOUL
TBS系『世界・ふしぎ発見!』エンディングテーマ
  2. Natural Beauty (Instrumental)[4:37]
4. Flying People（2002年8月7日発売）オリコン60位
  1. Flying People[4:46]
作詞・作曲：ソン・ルイ&中村蕗子／編曲：小倉博和
TBS系『オフレコ!』エンディングテーマ
  2. Don't Hate Me[4:01]
作詞・作曲：中村蕗子／編曲：高橋圭一&ソン・ルイ
  3. Travel Through Confusion[5:07]
作曲：飯塚啓介／編曲：CORE OF SOUL
5. 花環/月で待つ君（2003年1月29日発売）オリコン87位
  1. 花環[4:32]
作詞・作曲：ソン・ルイ、中村蕗子／編曲：河野圭
日本テレビ系『ぐるぐるナインティナイン』エンディングテーマ
  2. 月で待つ君[5:08]
作詞・作曲：ソン・ルイ、中村蕗子／編曲：森俊之
フジテレビ系『ウチくる!?』2003年1月度エンディングテーマ、tvk制作ドラマ『ドゥニチラヴ』オープニングテーマ、ローソンパワープッシュソング
  3. ふるさとは心の中に[4:52]
作詞・作曲：中村蕗子／編曲：K-Muto
6. Make Me A Woman（2003年9月3日発売）オリコン85位
CD-EXTRA仕様
  1. Make Me a Woman[5:22]
作詞：中村蕗子／作曲：ソン・ルイ、中村蕗子
  2. Two Heaven Birds[4:55]
作詞：中村蕗子／作曲：ソン・ルイ、中村蕗子
  3. ドア[4:49]
作詞：中村蕗子／作曲：ソン・ルイ、中村蕗子
  4. Cinderella Night in New York[5:37]
作詞：中村蕗子／作曲：ソン・ルイ
  5. (エンハンスド)SXSW 2003 Live in Austin TEXAS
7. Purple Sky（2004年1月28日発売）オリコン91位
CD-EXTRA仕様
  1. Purple Sky[6:00]
作詞：中村蕗子、ソン・ルイ／作曲：ソン・ルイ／編曲：CORE OF SOUL
日本テレビ系『AX MUSIC-TV』AX POWER PLAY #051、毎日放送『FUZZ』エンディングテーマ、朝日放送『ナンバ壱番館』エンディングテーマ、朝日放送『ワイドABCでーす みよ缶』エンディングテーマ
  2. ともだちの歌[4:23]
作詞：ソン・ルイ、中村蕗子／作曲：ソン・ルイ／編曲：CORE OF SOUL
テレビ東京系アニメ『ポポロクロイス』オープニングテーマ
  3. Purple Sky -China Blue Version-[6:00]
  4. Purple Sky -English-a-Wish Version-[6:01]
  5. (エンハンスド)“In Your Arms" MUSIC CLIP “Purple Sky" 対訳
8. アゲハ（2005年1月26日発売）オリコン90位
  1. アゲハ[3:59]
作詞・作曲：Fukko／編曲：Yohey Tsukasaki
  2. 粉雪のきもち[4:49]
作詞：Fukko／作曲：Fukko・Ueda Gen／編曲：Ueda Gen
  3. アゲハ (Jazztronik Remix)[4:31]
WOWOW『全豪オープンテニス2005』エンディングテーマ、日本テレビ『汐留スタイル!』Stylish Play
9. 夢乗りRIDERS（2005年8月3日発売）オリコン146位
  1. 夢乗りRIDERS[3:54]
作詞・作曲：Fukko／編曲：Yohey Tsukasaki
NHK-BS2『週刊なびTV』エンディングテーマ
  2. 今が光る[2:54]
作詞・作曲：Fukko／編曲：Masao Akashi
テレビ新広島『ひろしま満点ママ!!』オープニングテーマ
  3. Wonderful Tonight[4:31]
作詞・作曲：エリック・クラプトン／編曲：Jun Abe
TBS系『ブロードキャスター』エンディングテーマ

### アルバム
1. Natural Beauty（2002年2月27日発売）オリコン35位
  1. Natural Beauty[4:35]
作詞：中村蕗子／作曲：中村蕗子、ソンルイ／編曲：CORE OF SOUL
  2. FULL MOON PRAYER[4:39]
作詞：中村蕗子／作曲：中村蕗子、ソンルイ／編曲：CORE OF SOUL
  3. 子羊の神様[5:30]
作詞：中村蕗子／作曲：中村蕗子、ソンルイ／編曲：CORE OF SOUL
  4. Trash the Pride[3:35]
作詞・作曲：中村蕗子／編曲：CORE OF SOUL
  5. the DEEP SEA[2:00]
作詞・作曲：飯塚啓介／編曲：CORE OF SOUL
  6. Photosynthesis[5:16]
作詞・作曲：中村蕗子、ソンルイ／編曲：CORE OF SOUL
  7. Sweet Dreams[4:27]
作詞：中村蕗子／作曲：中村蕗子、ソンルイ／編曲：CORE OF SOUL
  8. The Spirit of This Place[4:44]
作詞・作曲：中村蕗子／編曲：CORE OF SOUL
  9. Living Through[4:51]
作詞：中村蕗子／作曲：中村蕗子、ソンルイ／編曲：CORE OF SOUL
2. Over the Time' TIME IS OVER（2003年2月19日発売）オリコン49位
  1. Kaleidoscope[4:22]
  2. 花環[4:30]
  3. Somebody Loves You[3:57]
  4. 月で待つ君[5:06]
  5. Untitled[3:13]
  6. Flying People[4:46]
  7. PEACE[5:35]
  8. 僕と金魚[3:39]
  9. I Can Hear You[5:11]
  10. Alone on the Beach[5:59]
  11. November Rain[4:04]
  12. Tears to Rain[5:26]
  13. 目覚めの光[4:09]
3. 3（2004年3月24日発売）オリコン141位
CD-EXTRA仕様
  1. 心へ[3:28]
  2. Purple Sky -album mix version-[5:55]
  3. Future Express[4:37]
  4. ともだちの歌[4:23]
  5. Two Heaven Birds -tour band additional version-[4:51]
  6. IVORY TOWER[3:25]
  7. 恋人よ[4:55]
  8. Cigarette Flower[3:34]
  9. Make Me A Woman -album edit version-[4:43]
  10. Way of Life[6:04]
  11. 白い奇跡 -naked version-[6:09]
  12. (エンハンスド)“Purple Sky" MUSIC CLIP
4. ONE LOVE, ONE DAY, ONE LIFE!（2006年1月25日発売）オリコン141位
  1. 希望ヶ丘の風[4:25]
ニッポン放送トリノオリンピック中継イメージソング
  2. アゲハ[3:59]
  3. Lay Now[4:05]
  4. 今が光る[2:52]
  5. Darlin' My Home[4:59]
  6. 恋の海[3:58]
  7. 夢乗りRIDERS[3:54]
  8. 粉雪のきもち[4:46]
  9. Hello Hello 〜another star〜[4:15]
テレビ東京系アニメ『ガラスの仮面』エンディングテーマ
  10. リンネテンセイ[4:16]
  11. クジラ -unplugged- [Bonus Tracks][5:34]
  12. FULL MOON PRAYER -unplugged- [Bonus Tracks][5:00]

### ミニアルバム
1. RAINBOW（2003年10月22日発売）オリコン99位
  1. Steal a Rainbow[1:22]
  2. Hole in Your Socks[3:43]
  3. In Your Arms[5:00]
tvk制作ドラマ『ドゥニチラヴ』エンディングテーマ
  4. …and Once More[4:44]
  5. SAINT DARKNESS[4:59]
  6. 白い奇跡[6:17]
  7. Kamisama no Tobacco -live-[4:17]

### ベストアルバム
1. CORE OF SOUL THE BEST（2006年3月15日発売）オリコン149位
初回限定盤ボーナスCD付
  - DISC1

  1. Photosynthesis[5:17]
  2. Angel[3:45]
  3. FULL MOON PRAYER[4:39]
  4. クジラ[5:19]
  5. Natural Beauty[4:40]
  6. Sweet Dreams[4:28]
  7. Flying People[4:43]
  8. 花環[4:28]
  9. 月で待つ君[5:05]
  10. Kaleidoscope[4:23]
  11. In Your Arms[4:59]
  12. 白い奇跡[6:11]
  13. Make Me A Woman[5:20]
  14. Purple Sky[5:57]
  15. アゲハ[3:58]
  16. Hello Hello ～another star～[4:14]

  - DISC2

  1. 花環(アコースティック・バージョン)
  2. Purple Sky(アコースティック・バージョン)
  3. 夢乗りRIDERS(アコースティック・バージョン)
  4. FOR YOU

### DVD
1. CORE OF SOUL MUSIC VIDEO COLLECTION 2001-2006（2006年2月22日発売）オリコン252位